# Битка код Окита Навате
Битка код Окита Навате (4. маја 1584), победа клана Шимазу над бројно надмоћним снагама клана Рјузоџи у провинцији Хизен на острву Кјушу током периода Сенгоку.

## Позадина
Очајнички желећи да одагна Рјузоџи Таканобуа, који је настојао да подстиче побуну међу његовим вазалима и да крњи његову територију, Арима Харунобу се 1582. обратио за помоћ клану Шимазу. Било је крајње време, јер је до тада кућа Арима - некада тако истакнута у Хизену - имала мало шта у свом поседу осим бедног обалног појаса полуострва Шимабара. Искористивши прилику да нападне клан Рјузоџи, Шимазу су пристали да помогну. У децембру 1582. послали су експедиционе снаге преко мора Јацуширо и залива Шимабара у Ариму.
Савезници су споро напредовали, јер су транспортне потешкоће, ако ништа друго, онемогућавале масовно пребацивање Сацума трупа са других фронтова. До средине априла 1584. није стигло више од пет хиљада, али су то били изабрани људи који су служили под командом искусног генерала Шимазу Ијехисе. Упркос томе, трупе којима су располагали Шимазу Ијехиса и Дон Протасио Арима бројале су само око 6.300 када су опколиле Шимабару, једну од важних тврђава коју су Аримини издајнички вазали предали у Рјузоџијеве руке.

## Битка
Уочивши бројчану слабост свог непријатеља, Рјузоџи Таканобу је без оклевања кренуо да разбије опсаду Шимабаре са главнином својих снага, за које се, у зависности од извора, каже да су бројале између 25.000 и 50.000 људи. Дана 4. маја 1584 (по грегоријанском календару), ова огромна сила је разбијена код Окитанавате, месту на обали мора између Шимабаре и Мије (данас део града Шимабара), далеко мањом савезничком војском кланова Арима и Шимазу.
Важну улогу у драматичном успеху савезника одиграо је један брод клана Арима наоружан са два комада европске артиљерије, који је бомбардовао трупе Рјузоџија груписане на плажи.

## Последице
Рјузоџи Таканобу погинуо је у боју, а краткотрајни успон његове куће нагло је прекинут, пошто је клан Шимазу приграбио већину његових поседа.